# Jerzy Hetman
Jerzy Henryk Hetman (ur. 23 lutego 1941 w Węglinku, zm. 29 lipca 2025) – polski profesor nauk rolniczych w zakresie ogrodnictwa i uprawy roślin ozdobnych, nauczyciel akademicki.

## Życiorys
Jerzy Hetman studiował na Wydziale Rolniczym Wyższej Szkoły Rolniczej w Lublinie w latach 1959-1964. Jeszcze podczas studiów, w 1962, rozpoczął pracę naukową wraz z podjęciem pracy magisterskiej. Po obronie pracy doktorskiej Wpływ bezpośredni i następczy nawożenia na plon cebul tulipanów oraz ich przydatność do pędzenia pod szkłem i do reprodukcji (promotor: prof. dr. hab. Jerzy Korohoda) w 1973 otrzymał stopień naukowy doktora i zatrudniony na stanowisko adiunkta. W 1978 habilitował się na Wydziale Rolniczym Akademii Rolniczej w Lublinie na podstawie dorobku naukowego i rozprawy Badania przydatności warstw podornych różnych typów gleb do przygotowania ziemi znormalizowanej stosowanej w uprawie gerbery. Po zatwierdzeniu stopnia doktora habilitowanego otrzymał stanowisko docenta w Zakładzie Roślin Ozdobnych Instytutu Produkcji Ogrodniczej. W 1979 został powołany na stanowisko kierownika Zakładu Roślin Ozdobnych. W 1981 był Dyrektorem Instytutu Produkcji Ogrodniczej Akademii Rolniczej w Lublinie (1981-1989). W 1988 otrzymał tytuł profesora nadzwyczajnego nauk rolniczych, a w 1993 – stanowisko profesora zwyczajnego. W latach 1993-1996 był członkiem Rady Głównej Szkolnictwa Wyższego i wiceprzewodniczącym Sekcji Uczelni Rolniczych (1996-1999).  
W 1999 został wybrany na Dziekana Wydziału Ogrodniczego i funkcję tę pełnił przez dwie kadencje (1999-2005). Należał ponadto do Komitetu Nauk Ogrodniczych Polskiej Akademii Nauk i przewodniczącym Sekcji Roślin Ozdobnych. Pełnił funkcję kierownika Katedry Roślin Ozdobnych oraz dziekana Wydziału Ogrodniczego i Architektury Krajobrazu Akademii Rolniczej w Lublinie. Przez wiele lat współpracował z Instytutem Sadownictwa i Kwiaciarstwa, a następnie z Instytutem Ogrodnictwa, gdzie był aktywnym członkiem Rady Naukowej. Pracował także w Sandomierzu w niepublicznej Wyższej Szkole Humanistyczno-Przyrodniczej – Studium Generale Sandomiriense na Wydziale Przyrodniczo-Matematycznym. 
Profesor Jerzy Hetman został pochowany 1 sierpnia 2025 w Konopnicy. Jego synem jest polityk Krzysztof Hetman.

## Praca naukowo-dydaktyczna
Profesor Jerzy Hetman zajmował się wpływem ściółkowania, nawożenia, stosowania herbicydów i sposobów rozmnażania na wzrost i rozwój roślin ozdobnych uprawianych w gruncie (rośliny cebulowe, róże, byliny) oraz wpływem podłoża i nawożenia oraz warunków środowiska na wzrost i rozwój najważniejszych gatunków roślin ozdobnych uprawianych pod osłonami. Prowadził także badania nad wzrostem, rozwojem, rozmnażaniem i plonowaniem nowych, mało znanych w naszym kraju roślin ozdobnych (anturium, strelicja, glorioza, eustoma). Interesowała go ponadto energooszczędna uprawa roślin ozdobnych w tunelach foliowych (np. róże, chryzantemy, liatra, piwonia, irys syberyjski, ciemiernik). Opublikował 529 prac, w tym 155 rozpraw naukowych, 8 książek, 193 artykułów naukowych i 130 artykułów popularnonaukowych, 1 patent i 43 innych opracowań. Organizował i współorganizował wiele krajowych konferencji naukowych. 
Profesor Jerzy Hetman stworzył szkołę naukową w zakresie technologii rozmnażania i optymalizacji uprawy roślin ozdobnych ze szczególnym uwzględnieniem mało znanych gatunków. Wypromował 17 prac doktorów, był opiekunem naukowym 7 przewodów habilitacyjnych, recenzentem 42 prac doktorskich, 6 wydawniczych recenzji prac habilitacyjnych, 32 ocen dorobku naukowego, organizacyjnego i dydaktycznego do wniosku o nadanie tytułu naukowego lub stanowiska profesora. Pod kierunkiem prof. dr hab. J. Hetmana ponad 330 studentów wykonało prace dyplomowe, w tym 268 prace magisterskie oraz ponad 60 prac inżynierskich w Sandomierzu i w Lublinie. Był recenzentem ponad 150 publikacji naukowych przeznaczonych do druku, w tym 3 podręczników i 1 książki oraz ponad 70 projektów badawczych.
Od początku swojej pracy w Uczelni prowadził zajęcia dydaktyczne, ćwiczenia, wykłady, seminaria z przedmiotu rośliny ozdobne dla studentów kierunku ogrodnictwo, a po utworzeniu kierunku studiów architektura krajobrazu z przedmiotu szata roślinna - ozdobne rośliny zielne. W latach 1996-2006 prowadził zajęcia dydaktyczne w Sandomierzu w Wyższej Szkole Humanistyczno-Przyrodniczej, a od 2007 – w Państwowej Wyższej Szkole Zawodowej. W latach 2000-2003 wykładał na kierunku architektura krajobrazu na Katolickim Uniwersytecie Lubelskim. 

## Wybrane publikacje[9]
- Strelicja. PWRiL 1990. ISBN 83-09-01451-1 (wsp. Elżbieta Pogroszewska)
- Właściwości wodno-powietrzne podłoży ogrodniczych z udziałem sorbentu poliamidowego [PA-6]. „Zesz. Probl. Post. Nauk Roln.” 1994, 407, s.47-50 (wsp. Waldemar Martyn, T. Wolski)
- Możliwość wykorzystania hydrożeli w produkcji ogrodniczej pod osłonami. „Zesz. Probl. Post. Nauk Roln.” 1998, 461, s.31-45 (wsp. Waldemar Martyn, Paweł Szot)
- Tulipany, które triumfują. „Hasło Ogrod.” 1998, 4, s.63-65
- Eustoma - goryczka prerii Eustoma grandiflorum Shinn. jako roślina do pojemników. „Rocz. AR w Poznaniu. Ogrodnictwo” 2000, 31, s.51-55 (wsp. Krystyna Pudelska)
- The effect of the cutting method on rooting of Dahlia pinnata Cav. cuttings. „Acta Sci. Pol.-Hort. Cult.” 2017, 16, 2, s. 146-160 (wsp. Sylwia Łukawska-Sudoł, Krystyna Pudelska, Marzena Parzymies)
- Charakterystyka roślin z rodzaju Paeonia L. w Ogrodzie Botanicznym UMCS w Lublinie. Część I. Fazy fenologiczne. „Ann. Horticult.” 2017, 27, 1, s.47-63 (wsp. Elżbieta Pogroszewska, Małgorzata Poniewozik, Bożena Denisow)
- Charakterystyka roślin z rodzaju Paeonia w Ogrodzie Botanicznym UMCS w Lublinie. Część II. Wartość ozdobna. „Ann. Horticult.” 2017, 27, 2, s.37-53 (wsp. Elżbieta Pogroszewska, Małgorzata Poniewozik, Bożena Denisow)

## Odznaczenia i nagrody[5]
- Srebrnym i Złoty Krzyż Zasługi
- Krzyż Kawalerski Orderu Odrodzenia Polski
- Medal Komisji Edukacji Narodowej
- 5 nagród Ministra Nauki i Szkolnictwa Wyższego
- wiele nagród JM Rektora